# 나그네 밤거리
"나그네 밤거리"는 1965년 공개된 대한민국의 영화이다.

## 배역
- 김승호
- 김지미
- 남궁원